# Leolimnophila pantherina
Leolimnophila pantherina là một loài ruồi trong họ Limoniidae. Chúng phân bố ở miền Australasia.